# ロケットプレーン・キスラー

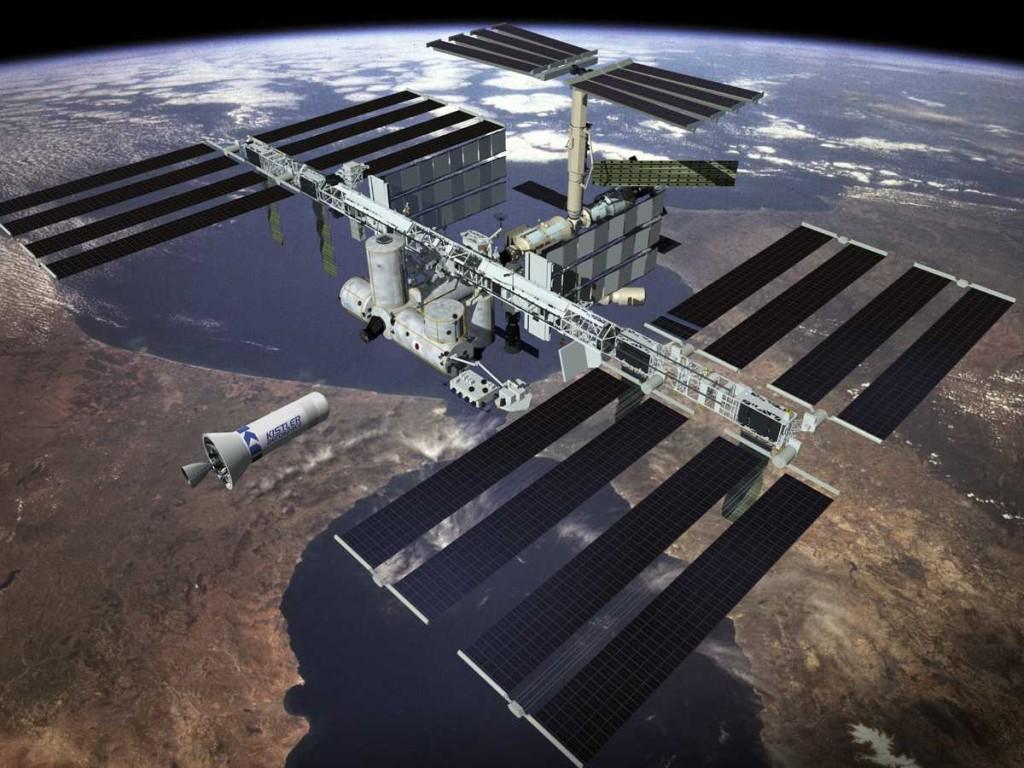
ISSに接近するK-1宇宙船のイメージ図

ロケットプレーン・キスラー（英: Rocketplane Kistler, RpK）は、再使用型宇宙船の開発を行っていたアメリカ合衆国の企業である。2006年に ロケットプレーン・リミテッド (Rocketplane Limited, Inc.) が キスラー・エアロスペース (Kistler Aerospace) を買収して誕生した。当初はオクラホマ州を拠点としていたが、後にウィスコンシン州へと移転している。
ロケットプレーン (Rocketplane, Inc.) を親会社としており、他の子会社としては ロケットプレーン・グローバル (Rocketplane Global, Inc.) が存在していた。
2006年に開発中のK-1宇宙船がNASAが進めていた民間企業からISSへの物資輸送能力を調達するCOTS計画の候補として選ばれるなど、同時期に民間宇宙飛行を進めていた企業の中では有力な存在とみなされていた。しかし、その後の資金調達に失敗し契約は打ち切られ、2010年7月にロケットプレーン, ロケットプレーン・グローバルとともにChapter 7の適用を受け倒産した。同社の資産は、2011年12月にスペースアセットLLC (Space Assets, LLC.) に買い取られている。